# ژانگ گوژنگ
ژانگ گوژنگ (انگلیسی: Zhang Guozheng؛ زادهٔ ۱۷ سپتامبر ۱۹۷۴) وزنه‌بردار اهل چین است.
وی در مسابقات کشوری و بین‌المللی در مجموع برندهٔ ۷ مدال طلا، ۱ مدال نقره شده‌است.